# Soonu Maneck Kochar
Soonu Maneck Kochar (1934-13 de enero de 2014) fue una diplomática, india, hija de Banoo M. Kapadia. En Inglaterra asistió al Somerville College en Oxford.
De 1976 a 1978 fue embajadora en Dakar (Senegal) con coacredición en Praia (Cabo Verde), Bissau (Guinea Bissau), Abiyán (Costa de Marfil) y comisionado como Alta Comisionada en Banjul (Gambia). De 1978 a 1982 fue Alta Comisionada en Suva (Fiyi). De 1983 a 1986 fue embajadora en La Haya (Países Bajos). De 1986 a 1988 fue embajadora en Buenos Aires con coacredición en Asunción. De 1988 a 1990 fue embajadora en París.
Era Subdirectora de la Dirección de Relaciones Internacionales de la Commonwealth Secretaría en Londres y fue directora general del Consejo Indio de Relaciones Culturales en Nueva Delhi. Fue lectora de la Universidad Erasmo de Róterdam y presentó talleres sobre temas culturales, relacionales, electivas y en la geopolítica en la Escuela Superior de Administración y Dirección de Empresas.